# NGC 7108
NGC 7108 este o liner situată în constelația Vărsătorul. A fost descoperită în 3 august 1864 de către Albert Marth. Se află la o distanță de 89,95 de megaparseci de Pământ.